# Bistum Gallipoli

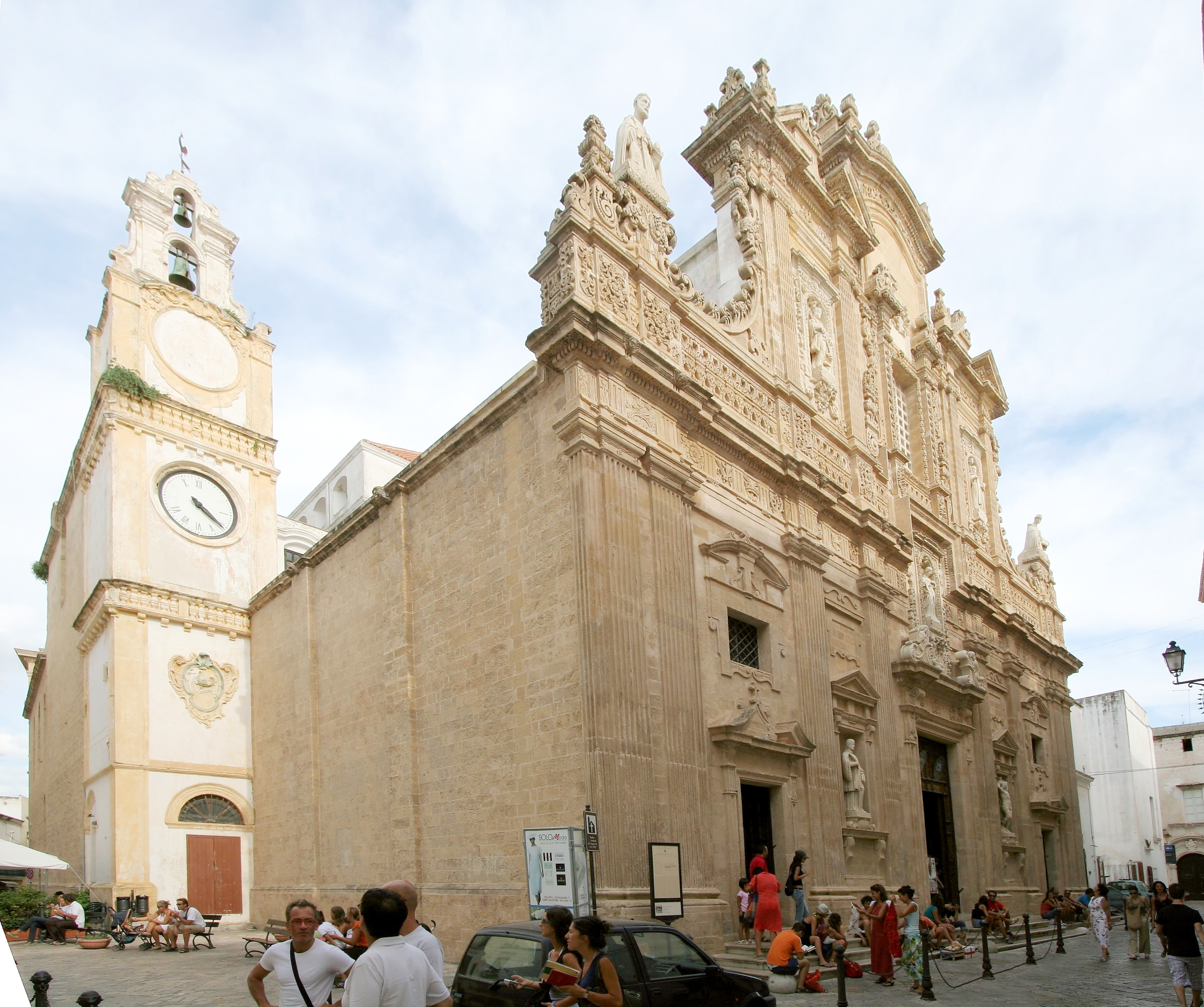
Ehemalige Kathedrale Sant’Agata in Gallipoli

Das Bistum Gallipoli (lateinisch Dioecesis Gallipolitana, italienisch Diocesi di Gallipoli) war eine römisch-katholische Diözese in Italien mit Sitz in Gallipoli in Apulien, die bis 1986 bestand.

## Geschichte
Das Bestehen des Bistums Gallipoli ist seit dem Jahr 551 bezeugt, als Bischof Dominicus die von Papst Vigilius verkündete Verurteilung des Bischofs Theodor von Caesarea mit unterschrieb. 553 nahm Dominicus am Zweiten Konzil von Konstantinopel teil. Die nächsten Zeugnisse für Bischöfe finden sich im Registrum epistolarum Gregors des Großen. Die volkstümliche Legende führt die Gründung auf den Heiligen Pancratius, einen Schüler des Apostels Petrus, zurück, der zunächst in Gallipoli und erst danach Bischof in Taormina gewesen sein soll.
Nach dem Zerfall des Weströmischen Reiches wurde die Gegend um Gallipoli Ende des 9. Jahrhunderts von den byzantinischen Herrschern systematisch durch Griechen aus dem Pontos besiedelt. Diese feierten die Liturgie nach dem Byzantinischen Ritus, und so konkurrierten die beiden Riten, der griechische und der römische, in Apulien miteinander. „Ohne Zustimmung Konstantinopels konnte kein einziger lateinischer Bischof Apuliens seine Kathedra besteigen.“
In den byzantinischen Notitiae episcopatuum unterstand die Diözese dem Erzbistum Santa Severina als Suffraganbistum, wann es Otranto, das schon in byzantinischer Zeit Erzbistum geworden war, unterstellt wurde, ist nicht klar bestimmbar. Der erste lateinische Erzbischof von Otranto, Hugo, ist zwar seit 1067 belegt, Suffragane sind aber erst im Liber censuum gegen Ende des 12. Jahrhunderts verzeichnet. In der Mehrzahl der Handschriften des Liber censuum findet sich zu Gallipoli der Vermerk Graecus est (Es ist griechisch). Zur Zeit der normannischen Herrschaft soll das Territorium der Diözese Gallipoli weitaus größer gewesen sein als später, nachdem sie auf eine Enklave in der damaligen Diözese Nardò reduziert worden war.
Um 1115 ist der lateinische Bischof Baldricus bezeugt, ob es jedoch Versuche gab, in Gallipoli auch den lateinischen Ritus einzuführen, ist aus den Quellen nicht erkennbar. Jedenfalls gehörte sein erster belegter Nachfolger, Bischof Theodosius, um 1172 dem griechischen Ritus an. Theodosius und dessen Nachfolger waren in einen langjährigen Zehntstreit mit dem Kloster Santa Maria di Nardò verwickelt, den vom Papst ernannte delegierte Richter unter Leitung des Erzbischofs Bertrand von Trani untersuchten, und die von König Wilhelm II. den Auftrag erhielten, auch in seinem Namen den Fall zu entscheiden, da sich der Bischof zur Verschleppung des Verfahrens auf gefälschte Ladungen durch die königliche Kurie in Palermo berufen hatte. Georgios von Gallipoli, Autor griechischer Dichtungen und vermutlich auch Mitarbeiter der Kanzlei Kaiser Friedrichs II., war Chartophylax des Kapitels von Gallipoli. Georgios überliefert auch den einzigen Namen eines Bischofs, den wir zwischen Theodosius und dem 14. Jahrhundert kennen: Pantaleon, von dem wir allerdings nur wissen, dass er unter Kaiser Friedrich II. amtierte. Auch wenn in den lückenhaften Bischofslisten seit dem letzten Drittel des 14. Jahrhunderts lateinische Prälaten aufgeführt werden, zunächst eine Reihe von Mendikanten, erfolgte der endgültige und vollständige Übergang zum römischen Ritus im Bistum Gallipoli erst 1513.
Im Jahr 1126 wurde anstelle der alten Kathedrale, die dem heiligen Johannes Chrysostomos geweiht war, eine neue Kathedrale errichtet. Diese ist Sant’Agata gewidmet, deren Brustreliquie in jenem Jahr nach Gallipoli kam. Zwischen 1629 und 1696 wurde die heutige Kirche errichtet, die 1948 zur Basilica minor erhoben wurde.
1759 wurde das Priesterseminar in einem künstlerisch reich ausgestatteten, monumentalen Gebäude untergebracht, das nunmehr Sitz der Gallipoli-Abteilung des Diözesanmuseums ist.
Am 30. September 1986 wurden die Bistümer Gallipoli und Nardò zum Bistum Nardò-Gallipoli vereinigt.